# Gerulf II
Gerulf II (cap a 850 - 895 o 916), també anomenat Gerulf el Joven, comte de Frísia Occidental també conegut com a comte de Kennemerland, probablement va ser el pare de dos fills: Teodoric I de Frísia Occidental i Waldger, aquest últim era comte del pagus «Lake et Isla» -territori entre els rius Lek i IJssel- que va transmetre al seu fill Radbod, segons un diploma de l'emperador Otó I de l'any 944. Gerulf va poder ser fill o net de Gerulf I, comte de Frísia cap a 833 durant el regnat de l'emperador Lluís el Piadós.
Gerulf II que va estar subordinat al duc normant Jofre de Frísia, qui, alhora, va ser vassall de Carles el Calb del que havia rebut terres en feu, va enviar a Gerulf a tractar amb l'emperador Carles III el Gras noves condicions per assegurar la defensa del seu regne enfront de les invasions normandes.

## Història
Gerulf va formar part, junt amb el comte Everard, i d'altres nobles frisons de la conspiració, tramada per l'emperador, i van matar el cap viking Jofre el Viking a Herespich (actualment Spijk) el 885.
Segons altres fonts, Gerulf no seria frisó sinó originari de Gant. Així es desprèn de la crònica en vers d'Holanda, atribuïda a Melis Stoke, segons la qual l'emperador Arnulf de Caríntia l'hauria cridat des de Flandes perquè conquerís la Frísia occidental, i posteriorment aquest sobirà l'investiria com a governador, amb la jurisdicció de totes les prerrogatives lligades a l'antiga jurisdicció del Zuidhardes-hage, -nom del riu, que se situa al voltant de Noordhardeshegge a Egmond- i va obtenir d'ell vuit feus en parceria, enclavats en els seus dominis situats entre el Rin i el ja citat Zuidhardes-hage, territori nomenat pels antics geògrafs el «comtat de Gerulf».